# Wurzleiten
Wurzleiten (2066 m n. m.) je hora v Rottenmannských Taurách na území rakouské spolkové země Štýrsko. Nachází se v krátké boční rozsoše, která vybíhá západním směrem z hory Sonntagskarspitze (2350 m) a postupně se stáčí k severu. Na východě ji od samotné Sonntagskarspitze odděluje hluboké sedlo Seitenstallpolster (1840 m) a na severu mělké bezejmenné sedlo od hory First (2010 m). Jihozápadní svahy hory klesají do doliny Strechen a severovýchodní do doliny Seitenstallgraben. Na západním úbočí Wurzleitenu se nachází žlab Wirtsgraben.

## Přístup
- po neznačené cestě ze sedla Gamsscharte nebo z osady Strechen